# المصنعة (القريشية)

تعديل مصدري - تعديل

المصنعة هي إحدى قرى عزلة قيفه ال محن لظهرة بمديرية القريشية التابعة لمحافظة البيضاء، بلغ تعداد سكانها 162 نسمة حسب تعداد اليمن لعام 2004.